# Kedungurang
Kedungurang is een bestuurslaag in het regentschap Banyumas van de provincie Midden-Java, Indonesië. Kedungurang telt 5090 inwoners (volkstelling 2010).